# Рихард, Даниил Робертович
Даниил Робертович Рихард (укр. Данило Робертович Ріхард; род. 27 февраля 1974, Львов) — украинский и казахстанский футболист, вратарь, футбольный тренер.

## Карьера
Начал заниматься футболом с семи лет в спортивной школе «Карпаты» (Львов). Первыми тренерами были Анатолий Крощенко и Владимир Безубяк. В 1984 году становился чемпионом Украинской ССР среди 10-летних воспитанников ДЮСШ.
Свою футбольную карьеру начал в 1994 году, выступая за ФК «Скифы» (тогда «Скифы-ЛАЗ») из Львова. Затем Рихард играл за такие команды клубов как «Свитанок» (Винница), «Нива» (Бершадь), «Нива» (Винница), «Подолье» (Хмельницкий).
В 1998 году переехал в Казахстан. Играл за такие команды как: «Шахтер» (Караганда), «Есиль-Богатырь» (Петропавловск), «Есиль» (Кокшетау), «Иртыш» (Павлодар), «Окжетпес» (Кокшетау), «Тобол» (Костанай).
В марте 2013 года подписал контракт с алматинским «Кайратом» и по окончании сезона стал бронзовым призёром чемпионата Казахстана.
В 2014 году защищал цвета семейского «Спартака». 9 раз выводил команду на поле с капитанской повязкой. Всего в чемпионатах Казахстана провел 329 матчей.
С 2016 по 2018 год состоял в тренерском штабе футбольного клуба «Шахтер-Булат» из города Темиртау.
В августе 2016 года был включён в символический клуб вратарей имени Евгения Рудакова, так как при подсчёте протоколов официальных матчей с участием Рихарда, в активе воспитанника львовского футбола оказалось больше ста матчей без пропущенных голов.
Входит в тройку вратарей-гвардейцев, сыгравших наибольшее количество матчей в Казахстанской Премьер-лиге — 329 матчей.
Имеет лучший показатель по количеству сыгранных матчей в чемпионате Казахстана среди всех вратарей-легионеров — 322 (ещё 7 матчей он провёл в качестве полевого игрока).
В 2010 году входил в ТОП-50 лучших футболистов чемпионата Казахстана, заняв 35-ю строчку.
По итогам сезона 2004 года болельщики признали лучшим футболистом «Есиля-Богатыря»
В августе 2017 года принимал участие в международном турнире EXPO-2017 Football Cup.

## Достижения
«Иртыш»
- Бронзовый призёр чемпионата Казахстана 2008

«Кайрат»
- Бронзовый призёр чемпионата Казахстана 2013

### Личные
- Член символического Клуба вратарей имени Евгения Рудакова — 109 матчей без пропущенных голов.[8]